# روهوزتس (ناحیه برنو-تسوونتری)
روهوزتس (به چکی: Rohozec) یک منطقهٔ مسکونی در جمهوری چک است که در ناحیه برنو-تسوونتری واقع شده‌است. روهوزتس ۵٫۳۱ کیلومتر مربع مساحت و ۲۲۷ نفر جمعیت دارد.